# Veli Merikoski

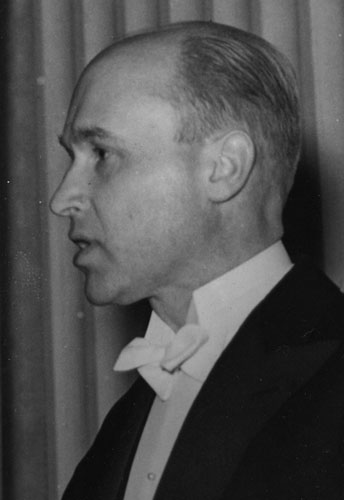
Veli Merikoski

Veli Kaarlo Merikoski (* 2. Januar 1905 in Pyhtää; † 28. Januar 1982 in Kauniainen) war ein finnischer Jurist, Hochschullehrer und Politiker der Volkspartei Finnlands, der unter anderem zwischen 1958 und 1950 Parteivorsitzender, von 1962 bis 1963 im Kabinett Karjalainen I Außenminister sowie zwischen 1974 und 1977 Kanzler der Handelshochschule Turku war. Neben seiner Lehrtätigkeit als Professor galt er als einer der angesehensten finnischen Rechtswissenschaftler und wurde insbesondere auch durch seine zahlreichen Veröffentlichungen zu einem der bedeutendsten Fachmann auf dem Gebiet des Verwaltungsrechts. Er war einer der angesehensten finnischen Rechtswissenschaftler, Hochschullehrer und juristischer Ausbilder im 20. Jahrhundert. Aufgrund seines umfassenden juristischen Schaffens, seines gesellschaftlichen Einflusses und seiner internationalen Einsätze war er auch einer der bekanntesten Anwälte Finnlands.

## Leben
Veli Kaarlo Merikoski, Sohn des Schulrates Kaarlo Merikoski, begann nach dem Besuch des Lyzeums in Sortavala 1923 ein Studium der Rechtswissenschaften, welches er 1927 beendete. Im Anschluss nahm er eine Tätigkeit als Rechtsanwalt auf und veröffentlichte 1930 mit seinem Vater „Medborgarkunskap för ungdom“ (Bürgerwissen für die Jugend), ein erster Beweis für das Interesse an sozialen Themen und an den Aufgaben des Erziehers. 1935 schloss er seine Promotion zum Doktor der Rechte mit der Dissertation „Hallinto-oikeudellinen tutkimus yhdistymisvapaudesta“ ab, eine verwaltungsrechtliche Untersuchung der Vereinigungsfreiheit. Kurz darauf folgten im selben Jahr 1935 mit „Yhdistyslainsäädäntö selityksineen“ ein Kommentar zur Vereinsgesetzgebung sowie Monographien zum Dispensbegriff („Erivapauden käsite“, 1936) und zum staatlichen Förderwesen („Valtionapujärjestelmä hallintovalvonnan kannalta“, 1938). 1941 übernahm er eine Professur für Verwaltungsrecht an der Universität Helsinki und lehrte dort fast 30 Jahre lang bis 1970. Seine Lehrbücher hatten eine besondere und in der Folge für die gesamte Rechtslehre übergreifende Bedeutung. „Suomen julkisoikeuden oppikirja“, der erste Band des Lehrbuchs zum finnischen öffentlichen Recht wurde 1946 veröffentlicht. Die erweiterten und veröffentlichten Ausgaben des Werks in finnischer und schwedischer Sprache vermitteln Juristen seit Jahrzehnten die Grundlagen des Verwaltungsrechts. Während seiner akademischen Laufbahn fungierte er auch als Dekan der juristischen Fakultät und engagierte sich als Vorstandsmitglied und Vorsitzender der International Federation of Universities. 
1950 wurde er Mitglied des Valtakunnanoikeus, ein in der finnischen Verfassung verankertes Sondergericht, welches sich mit Anklagen gegen ein Regierungsmitglied, den Justizkanzler, den Ombudsmann des Parlaments oder den Präsidenten oder ein Mitglied der Obersten Gerichte befasst, und gehörte diesem bis 1975 an. Er hatte sich in verschiedenen Zusammenhängen als Verfechter der Rechtssicherheit und der Meinungsfreiheit profiliert. Im Verhältnis zu Schweden wurde er jedoch weniger anerkannt, da er sich als Vorsitzender des Ausschusses zur Regelung des Landbesitzes im Pachtgebiet Porkkala von 1955 bis 1956 dafür eingesetzt hatte, dass das Eigentum an den Grundstücken auf der Halbinsel Porkkala an den Staat statt an die ehemaligen Eigentümer übertragen werden sollte, und zwar mit der Begründung, dass letztere durch die Reparationszahlungen, die der Staat nach der Übergabe des Gebietes an die Sowjetunion gezahlt hatte, das Eigentum an ihrem Land verloren hätten. 
Als Nachfolger von Eino Saari übernahm er 1958 die Funktion als Vorsitzender der Volkspartei Finnlands KP (Suomen Kansanpuolue) und bekleidete diese bis 1961, woraufhin Harras Kyttä ihn ablöste. Sein zweibändiges Werk über das Rechtssicherheitssystem im Verwaltungsrecht „Hallinto-oikeuden oikeussuojäjärmäse“ (1959, 1961) war ein ebenfalls ein grundlegendes Werk. In zahlreichen Spezialuntersuchungen untersuchte er die Bedeutung der allgemeinen Rechtsgrundsätze und förderte damit die Entwicklung der Rechtssicherheit sowie ein umfassendes Verständnis der Funktionsweise von Verwaltung und Rechtspflege. Im Kabinett Karjalainen I wurde er am 3. April 1962 Außenminister (Ulkoasiainministeri) und behielt diesen Posten bis zum 18. Dezember 1963. 1966 wurde er ferner Mitglied des Ständigen Schiedshofs in Den Haag, dem er bis 1982 angehörte.
Aufgrund seiner gesellschaftlichen Aktivitäten interessierte sich Merikoski im Laufe der Zeit zunehmend für Verfassungsfragen, fungierte als Sekretär des Verfassungsausschusses des Parlaments und war jahrzehntelang einer der führenden Experten für die Verfassung Finnlands. Später konzentrierte sich sein Schaffen auf das Verfassungsrecht. Zum 50. Jahrestag der Regierungsform veröffentlichte er in „Muuttumaton, muuttuva valtiosääntömme. Suomen hallitusmuoto 1919–1969“ (1969) eine kritische Untersuchung der Verwirklichung ihrer Ziele. Nachdem er zwischen 1970 und 1975 Mitglied der Verfassungsausschüsse war, begann er sich immer aktiver an der Diskussion über die Verfassung zu beteiligen und veröffentlichte mehrere Artikel zu diesem Thema. Auch seine Arbeiten zur Politisierung der Verwaltung, zum Beamtenrecht, zur Erneuerung des Schulsystems, zum Wahlrecht, zur Parteiherrschaft, zur Notwendigkeit eines Verfassungsgerichts, zur Demokratie, zur Macht des Präsidenten und zu Ansichten zu einer Verfassungsreform haben Perspektiven für eine spätere Debatte über die gegenseitigen Befugnisse staatlicher Stellen und über eine Reform der Verfassung eröffnet. 
1974 wurde Veli Merikoski Kanzler der Handelshochschule Turku und hatte dieses akademische Amt bis 1977 inne. Er spielte auch eine zentrale Rolle in mehreren Rechtsorganisationen wie zum Beispiel als Mitglied und Vorsitzender der finnischen Anwaltsvereinigung (Suomalainen lakimiesyhdistys) und förderte in den schwierigen Jahren nach dem Zweiten Weltkrieg die Tätigkeit von Anwälten und die Arbeit des juristischen Wiederaufbaus. Auf seine Initiative hin wurde ein Projekt für eine Bibliographie der juristischen Literatur in Finnland, „Bibliographia iuridica fennica“, gestartet, das seitdem in vielen Bänden veröffentlicht wurde.

## Veröffentlichungen
- Asevelvollisuuslainsäädäntö selityksineen, WSOY 1933
- Hallinto-oikeudellinen tutkimus yhdistymisvapaudesta, Otava 1935
- Yhdistyslainsäädäntö selityksineen, WSOY 1935
- Erivapauden käsite, Otava 1936
- Valtionapujärjestelmä hallintovalvonnan kannalta. Suomalainen lakimiesten yhdistys 1938
- Sotavainajain omaisten ja sotainvaliidien taloudelliset edut, WSOY 1940
- Asevelvollisuuslainsäädäntö 1941, WSOY 1941
- Suomalainen sotilashallinto Itä-Karjalassa 1941–1944, Otava 1944
- Suomen julkisoikeuden oppikirja, osa 1, WSOY 1946
- Suomen julkisoikeuden oppikirja, osa 2, WSOY 1949
- Hallinto-oikeudellisia sovellutustapauksia, Lainopillisen ylioppilastiedekunnan kustannustoimikunta, Helsinki 1950
- Hallinto-oikeudellisia sovellutustapauksia. Uusi, lisätty sarja. 1956
- Suomen julkisoikeus pääpiirteittäin, osa 1, WSOY 1956
- Vapaa harkinta hallinnossa. Lainopillisen ylioppilastiedekunnan kustannustoimikunta, Helsinki 1958
- Hallinto-oikeuden oikeussuojajärjestelmä, osa 1, Lainopillisen ylioppilastiedekunnan kustannustoimikunta, Helsinki 1959
- Hallinto-oikeuden oikeussuojajärjestelmä, osa 2, Lainopillisen ylioppilastiedekunnan kustannustoimikunta, Helsinki 1961
- Kansalaisen ABC-kirja: Kansalaistiedon alkeisoppikirja, WSOY 1961
- Suomen julkisoikeus pääpiirteittäin, osa 2,. WSOY 1964
- Veli Merikosken kertomaa ja hänestä kerrottua, kerännyt J. E. Kalha,  1965
- Yliopistohallinnon ydinkysymyksiä,  WSOY 1966
- Hallinto-oikeuden oikeussuojajärjestelmä 1–2. Oikaisuja, muutoksia ja täydennyksiä v. 1967. Helsingin yliopisto 1967
- Hallinnon politisoituminen, WSOY 1968
- Muuttumaton, muuttuva valtiosääntömme. Suomen hallitusmuoto 1919–1969,  WSOY 1969
- Yliopistokratia: Ylioppilashallintoko demokratiaa?, Otava 1970
- Julkisen sanan neuvosto, Valistus 1971
- Ääni äänioikeuden puolesta, Suomen lakimiesliiton kustannus 1972
- Hiipivä henkinen holhous. Viestintämonopoliko Suomeen?, Kustannuskilta 1973
- Valtiosääntötuomioistuimen tarpeellisuus, Suomen lakimiesliiton kustannus 1973
- Kansa ja kansanvalta: Valtiosääntöuudistuksen lähtökohtia, Otava 1974
- Valtiotietoa paloittain, Librum 1980

## Hintergrundliteratur
- R. Kuuskoski: Veli Merikoski 60-vuotias 2.1.1965, in: „Lakimies“, Heft 2, 1965
- T. Holopainen: Veli Merikoski 2.1.1905−28.1.1982, in: „Lakimies“, 1982